# Diamphipnopsis
Genre
Diamphipnopsis est un genre d'insectes plécoptères de la famille des Diamphipnoidae.

## Distribution
Les espèces de ce genre se rencontrent dans le sud de l'Amérique du Sud.

## Liste des genres
Selon Plecoptera Species File :
- Diamphipnopsis beschi Illies, 1960
- Diamphipnopsis oncolensis Vera Sanchez, 2018
- Diamphipnopsis virescentipennis (Blanchard, 1851)

## Publication originale
- Illies, J. 1960 : Archiperlaria, eine neue Unterordnung der Plecopteren (Revision der Familien Eustheniidae und Diamphipnoidae) (Plecoptera). Beiträge zur Entomologie, vol. 10, p. 661-697.